# 蒂托·比拉诺瓦
法蘭薩斯克·比拉诺瓦·巴约（1968年9月17日—2014年4月25日）是已故西班牙足球中場球員及足球教練。比拉诺瓦曾擔任西甲勁旅巴塞隆拿主教練。
比拉诺瓦的球員生涯並不特別突出，只在西甲上陣26場。退役後，他回到母會巴塞隆拿擔任好友哥迪奧拿的助教，是球隊四季內橫掃14個冠軍的功臣之一。
2011年西班牙超級盃次回合，補時階段落敗的皇馬職球員襲擊巴塞職球員，混亂中比拉诺瓦被摩連奴插眼。
在哥迪奧拿宣佈不再和球會續約後，比拉诺瓦在2012年夏天獲舉薦為新教練人選。
2012年12月19日，維蘭路華腫瘤復發入院。2013年4月2日，維蘭路華病癒復出。
2013年7月20日，西班牙巴塞隆拿球會官方公佈，宣佈主教練維蘭路華，由於癌病復發，辭去教練職務離任的消息。
2014年4月25日，巴塞罗那俱乐部发布消息称，球队前任主帅比拉诺瓦因病去世，卒年45岁。

## 外部連結
- BDFutbol檔案 （页面存档备份，存于） （英文）

| 體育角色 | 體育角色               | 體育角色             |
| -------- | ---------------------- | -------------------- |
| 前任：   | 巴塞隆拿助教 2008–2012 | 繼任：               |
| 前任：   | 巴塞隆拿領隊 2012–2013 | 繼任： 赫拉多·马蒂诺 |